# Roberto Cordella
Roberto Cordella (Brindisi, 5 marzo 1957) è un ex cestista italiano.

## Carriera
Di ruolo playmaker, ha giocato in Serie A1 e Serie A2 a Brindisi, Forlì e Napoli. Vanta 14 presenze e 33 punti con la maglia della Nazionale. Ha esordito a Brindisi nel 1972, e si è ritirato definitivamente nel 1993.